# John Cunningham (aviateur)
Pour les articles homonymes, voir John Cunningham et Cunningham.
John (Cat's Eyes) Cunningham, (27 juillet 1917 – 21 juillet 2002), était un célèbre pilote d'essai de chez De Havilland et pilote de chasse de nuit.
Il est le 39e as de la Royal Air Force avec 20 victoires homologuées.

## Distinctions
- Commandeur de l'ordre de l'Empire britannique